# آنا ماريا دوسينا
آنا ماريا دوسينا (بالإيطالية: Anna Maria Dossena)‏ هي ممثلة إيطالية، ولدت في 17 فبراير 1912 بمقاطعة ماسا كرارا في إيطاليا، وتوفيت في 18 يونيو 1990 بروما في إيطاليا.

## وصلات خارجية
- آنا ماريا دوسينا على موقع IMDb (الإنجليزية)
- آنا ماريا دوسينا على موقع قاعدة بيانات الفيلم (الإنجليزية)